# Щурци (род)
Щурците (Gryllus) са род насекоми спадащи към едноименното семейство Щурци (Gryllidae) и в България основно се срещат два вида: щурец-пустинник и полски щурец. Щурците са многоядни насекоми и се хранят както с диворастящи, така и с културни растения. В някои години се отчитат значителни повреди по земеделските култури и трайните насаждения от този неприятел.

## Щурец-пустинник
Щурецът-пустинник (Gryllus desertus) се среща повсеместно, но в по-голяма плътност в Тракия. Храни се, както с млади листа и пъпки на овощни растения и лоза, така и с почти всички земеделски култури, вкл. някои лекарствени растения.

### Морфологични особености
Достига 9 mm. Наподобява възрастното насекомо. Първоначално е светлочервен и постепенно потъмнява, добивайки цвета на възрастното насекомо.

### Биологични особености
- Развива едно поколение годишно; зимува в почвата като нимфа. Напролет завършва развитието си, като възрастни насекоми се появяват през юни.
- Оплодената женска снася яйцата си на групички.

## Полски щурец
Полският щурец (Gryllus campestris) също се среща повсеместно в страната, но по-ограничено от щуреца-пустинник. Предпочита младите дървесни видове и макар да може да бъде намерен във всички посеви със земеделски култури, естественото му обитание са поляните, ливадите, сухите терени около нивите.

### Морфологични особености
- Възрастно насекомо. То е с по-едро тяло от щуреца-пустинник (средно 25 mm). Окраската му е черна и насекомото се характеризира с голяма сферична глава. Задните крака са най-често кафяви и са по-дълги от предните. Яйцеполагалото е 12 – 15 mm.
- Яйце. Подобно е на яйцето на щуреца-пустинник.
- Ларва. Тя е черна на цвят през всички възрасти.

### Биологични особености
- Полският щурец развива едно поколение годишно. Зимува като ларва в почвата и напролет завършва развитието си.
- Възрастни насекоми се появяват през юни. Те се крият под камъните, в пукнатините на почвата или в ходове и дупки, които сами си правят. Женската снася яйцата си в почвата, а ларвите се излюпват през юли.
- До втората си възраст ларвите живеят на открито по тревните площи, а след това си правят ходове в почвата, в които се крият.